# Peter Holm
Peter Holm, właściwie Peter Sjöholm (ur. 13 czerwca 1947 w Szwecji) – szwedzki piosenkarz pop i producent filmowy.
Karierę rozpoczął w latach 60., śpiewając piosenki euro-pop. Jego najbardziej znany przebój to „Monja” (w wersji francuskiej „Monia”). Inne utwory: „Syster Jane” (szwedzki cover New World „Siostra Jane”) i „Will You Be Mine”.
6 listopada 1985 poślubił aktorkę Joan Collins. Holm stał się jej menadżerem i współproducentem dwóch miniseriali telewizyjnych CBS z jej udziałem – ekranizacji powieści Judith Gould Grzechy (Sins, 1986), gdzie pojawił się jako reporter telewizyjny, i Monte Carlo (1986) na podstawie powieści Stephena Shepparda, gdzie zagrał także postać męża Katriny Petrownej (w tej roli Joan Collins).
Miał romans z 22–letnią Suzanne Anderson, którą poznał w sklepie komputerowym w Los Angeles i używał pieniędzy Collins, by zapłacić jej 1000 funtów na miesięczny czynsz i dawał jej kieszonkowe. Collins wniosła o stwierdzenie nieważności zawarcia związku małżeńskiego w grudniu 1986 i otrzymała ostatecznie rozwód 24 sierpnia 1987. Jedna z późniejszych dziewczyn Holma, Kathy Wardlow, powiedziała w 1988, że Holm wyjawił jej, że ożenił się z Joan tylko dla jej pieniędzy i że był niewierny przez całe małżeństwo, „ponieważ była stara i pomarszczona”.

## Dyskografia

### Single
- 1968: Monia
- 1968: My prayer
- 1968: Comme toi
- 1969: Zingara
- 1970: Adieu ô mon amour
- 1970: Mademoiselle
- For ever (Tesoro)
- Darling Maria
- 1972: Marylène
- 1973: Il faut chanter la vie
- 1973: Petite sœur
- 1979: Monia (reedycja)